# Генриетта Александрина Нассау-Вейльбургская
Генриетта Александрина Фридерика Вильгельмина Нассау-Вейльбургская (нем. Henriette Alexandrine Friederike Wilhelmine von Nassau-Weilburg; 30 октября 1797, Байрейт — 29 декабря 1829, Вена) — немецкая принцесса, супруга эрцгерцога Карла Австрийского.

## Биография
Генриетта — дочь князя Фридриха Вильгельма Нассау-Вейльбургского и принцессы Луизы Сайн-Гахенбургской. 17 сентября 1815 года в Вайльбурге Генриетта вышла замуж за эрцгерцога Карла, который был старше невесты на 26 лет. В этом счастливом браке родилось семеро детей. Для супруги эрцгерцог возвёл в Бадене Вейльбургский дворец. По словам современницы :

Эрцгерцогиня была очаровательна, сверхграциозна и чудесно одевалась, как картинка с модного журнала. У нее были черные волосы, умные черные глаза, изящный носик, красивые зубы, лицо белое, но не холодное. Она была бесконечно подвижна и любезна, и считалась одной из самых хорошеньких принцесс Вены. Но, к сожалению, ее мало видели в свете. Она жила замкнуто.
Генриетта была первой, кто поставил в 1816 году в Вене рождественскую ёлку с зажженными свечами. До неё этого обычая никогда не существовало в католической Австрии. Она умерла в 32 года, заболев пневмонией и заразившись скарлатиной от своих детей. Несмотря на протестантское вероисповедание эрцгерцогини император Франц II позволил похоронить Генриетту в Склепе капуцинов. Имя эрцгерцогини Генриетты носит улица в венском районе Донауштадт.

## Потомки
- Мария Тереза Изабелла (1816—1867), замужем за королём Обеих Сицилий Фердинандом II
- Альбрехт Фридрих Рудольф (1817—1895), герцог Тешенский, женат на принцессе Хильдегарде Баварской (1825—1864)
- Карл Фердинанд (1818—1874), женат на эрцгерцогине Елизавете Австрийской (1831—1903)
- Фридрих Фердинанд Леопольд Австрийский (1821—1847)
- Рудольф Франц (1822), умер во младенчестве
- Мария Каролина (1825—1915), замужем за эрцгерцогом Райнером Австрийским (1827—1913)
- Вильгельм Франц (1827—1894) — магистр Тевтонского ордена